# Międzybrodzie Żywieckie
Międzybrodzie Żywieckie est une localité polonaise de la gmina de Czernichów, située dans le powiat de Żywiec en voïvodie de Silésie.